# Verrettes
Verrettes, in creolo haitiano Vèrèt, è un comune di Haiti facente parte dell'arrondissement di Saint-Marc nel dipartimento dell'Artibonite.